# Városháza (Szekszárd)
A szekszárdi városháza a település központjában, a Béla király téren, a Munkácsy Mihály utca sarkán áll (Béla tér 8., hrsz. 1741).

## Története
Az eredetileg klasszicista stílusú és L alaprajzú épületet Tormay Károly megyei főorvos és Huber Henrik tervezte. Az építkezést 1842-ben kezdték el, és 1846-ban fejezték be. A megnyitó napján (1846. október 18-án) Liszt Ferenc adott koncertet a vármegyeháza nagytermében.
Az épület homlokzata eredetileg a vármegyeházáéhoz hasonló volt, a kinyúló ülésterem tetején timpanonnal, alatta oszlopsorral. Mivel az oszlopsor alapozásánál nem vették figyelembe a talajmechanikai sajátosságokat, az a fél ülésteremmel együtt megsüllyedt. Az épületet át kellett építeni — egy 1905-ben kelt jegyzőkönyv szerint a falon akkora repedések tátongtak, hogy a tanácsnokok kiláttak rajtuk a térre.
Az átépítés terveit Diczenty László szekszárdi építész készítette el. Egyúttal át is alakították a homlokzatot a századforduló környékén kedvelt szecessziós stílusban. A kapunál látható kőtábla az 1904-es évet jelöli meg az átalakítás évszámaként, de azzal valójában csak 1908-ra készültek el.
A déli udvari szárnyat az 1970-es években építették; ezzel az alaprajz nagyjából U alakú lett.
1985-ben felújították az épületet. Ekkor helyezték el a homlokzaton a város kőbe faragott címerét. 1992-ben ezt egy komolyabb belső átalakítás követte.
A házat ma is eredeti rendeltetése szerint használják.
Az épület alatti épületmaradványok feltárása közben a Kulturális Örökségvédelmi Szakszolgálat (KÖSZ) régészei 2009-ben egy középkori temetőre bukkantak.

## Az épület
Az egyemeletes, közelítően U alaprajzú, egyemeletes, nyeregtetős épület csatlakozó beépítésben áll. A térre néző homlokzat középrizalitjának földszintjén pilléres kocsiáthajtó, a tört vonalú oromzatban a város címere, a szélső tengelyek fölött kupolatetős tornyocskák magasodnak. Az udvari homlokzatok egyszerűek, átalakítottak. A középrész udvari homlokzatát timpanon koronázza.
Az előcsarnok pilléres, csehsüveg boltozattal; egyes földszinti helyiségek mennyezete fiókos dongaboltozat, másoké sík. Az emeleti helyiségek mennyezete ugyancsak sík, a díszteremé stukkódíszes tükörboltozat.
A házasságkötő terem két falát Sarkantyu Simon 1976-ban festett seccója díszíti; a festmény falusi lakodalmast ábrázol. A lépcsőházban 2000. augusztus 20-án Baky Péter két pannóját függesztették ki.